# La Mode rêvée
Pour plus de détails, voir Fiche technique et Distribution.
La Mode rêvée est un film français de court métrage réalisé par Marcel L'Herbier, sorti en 1939. 

## Fiche technique
- Titre : La Mode rêvée
- Réalisation : Marcel L'Herbier, assisté d'André Cerf
- Scénario : Marcel L'Herbier
- Photographie : Jean Bachelet
- Montage : Suzanne Vial
- Son : Louis Giaume
- Musique : Georges Auric
- Pays d'origine :  France
- Genre : Court métrage
- Durée : 24 minutes
- Date de sortie : France - 1939

## Distribution
- Gaby Morlay
- Jaque Catelain
- Edward Stirling
- Ève Francis
- Lisette Lanvin
- Irène Lud
- Solange Sicard